# Прикордонники (телесеріал)
«Прикордонники» — український драматичний телесеріал 2024 року. Над виробництвом картини працювала команда ТОВ «Далі Буде Філмз» спільно з Inter Media Group. Прем'єра відбулася 1 жовтня 2024 року на стримінговій платформі Київстар ТБ. З 2 грудня 2024 року серіал транслювався на телеканалі НТН. Від 6 грудня 2024 року серіал доступний на стримінговій платформі Netflix Україна. 

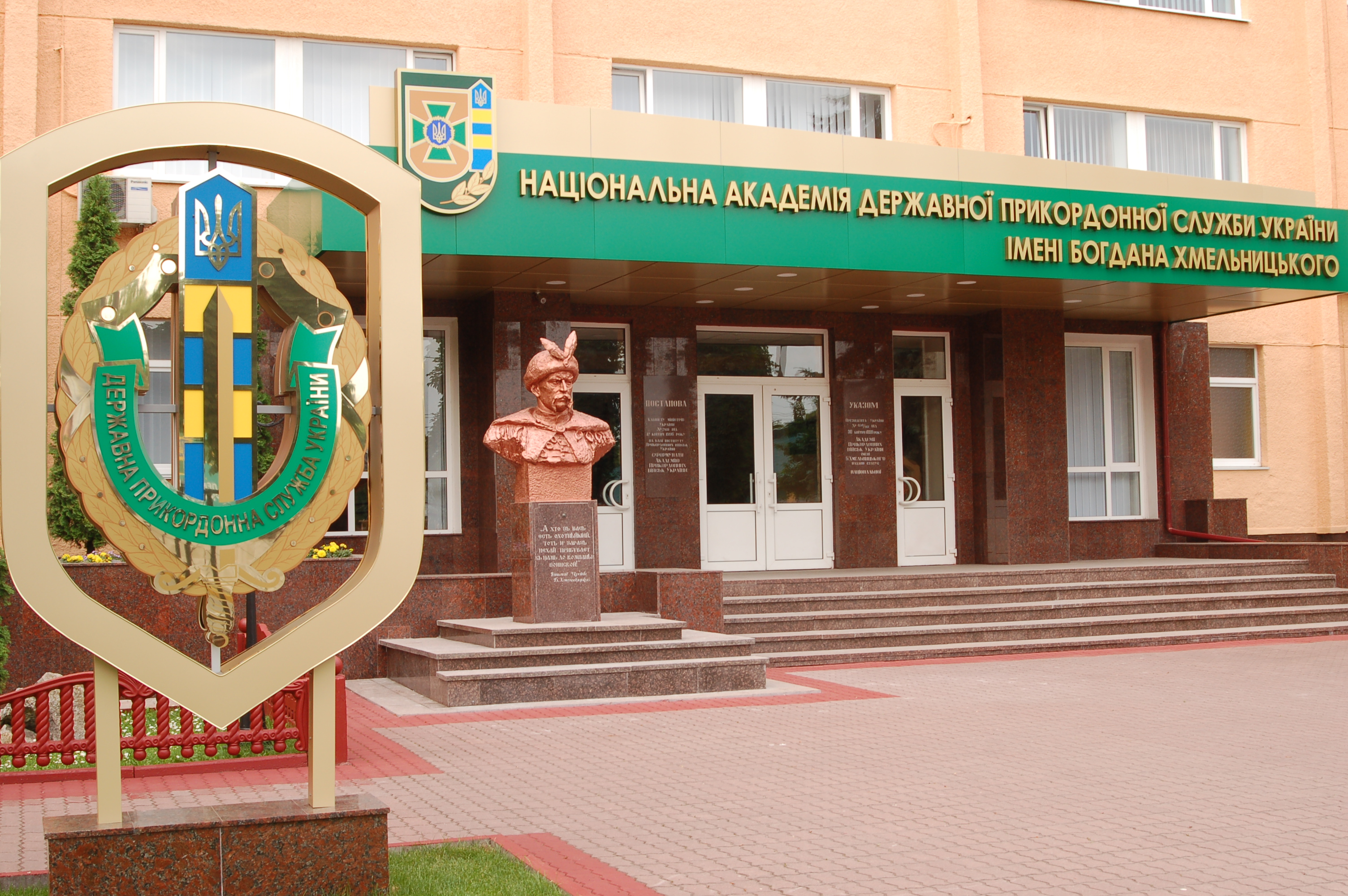
Основна дія серіалу відбувається в Національній академії ДПСУ.

Перший у історії українського телебачення серіал про українських курсантів-прикордонників.

## Сюжет
Події в серіалі розпочинаються з вересня 2021 року. Курсанти вступають на навчання до Національної академії Державної прикордонної служби України і знайомляться з суворим наставником — героєм АТО Іваном Криницьким. Той відчуває, що вже скоро в країні розгорнеться широкомасштабна війна, і з першої хвилини починає навчати курсантів не в зручній аудиторії, а на полігоні.
У серіалі глядачі спостерігають, як українські захисники з новачків перетворюються на справжніх воїнів: згуртовуються в міцну команду, долають виклики і стають справжніми бойовими офіцерами, готовими захищати кордони країни. Це історія про мотивацію до прийняття важливих рішень. Історія про героїв, якими стають, а не народжуються.

## У ролях
- Володимир Ращук — Іван Криницький
- Дмитро Павко — курсант Андрій Абрамчук
- Анастасія Іванюк — Оксана Попельнюх
- Євген Ламах — курсант Анатолій Вільчинський
- Ірина Кудашова — Марічка
- Анастасія Нестеренко — курсант Дарина Борщевська
- Євген Медвідь — курсант Петро Іванченко
- Андрій Самінін — ректор Роман Олександрович Волинський
- Катерина Варченко — Начальник факультету Наталя Демкович
- Ігор Портянко — проректор Ігор Якимів
- Маргарита Бахтіна — мама курсанта Іванченка
- Віталій Іванченко — батько курсанта Іванченка

## Зйомки
Фільм створений за підтримки Державного агентства з питань кіно. Більшість сцен серіалу було знято в Києві та Київській області.

## Саундтрек
Офіційним саундтреком є пісня «Чужий», яку створили спеціально для серіалу. Слова написав Сергій Жадан, автор музики — Євген Турчинов.

## Сезон
| Сезон | Кількість серій | Прем'єра                   | Телеканал |
| ----- | --------------- | -------------------------- | --------- |
| 1     | 24              | з 2 до 16 грудня 2024 року | НТН       |

## Рейтинги
Серіал став найпопулярнішою картиною на Київстар ТБ у жовтні 2024 року — оцінку провели за кількістю користувачів, які переглянули серіал, а також за загальною тривалістю переглядів.

## Продовження
12 грудня 2024 року серіал офіційно продовжено на другий сезон, який буде складатися з 24 серій. Серіал з'явиться на телеканалі НТН та ОТТ платформах у 2025 році.